# Leader of the Pack
Singles de The Shangri-Las
Remember (Walking in the Sand)
(1964) Give Him a Great Big Kiss
(1965)
Leader of the Pack est une chanson pop sortie en 1964, enregistrée par le groupe féminin The Shangri-Las. Elle devint numéro 1 du Billboard Hot 100 le 28 novembre 1964.

## L'enregistrement original des Shangri-Las
On accorde le crédit de cette chanson au producteur George "Shadow" Morton, ainsi qu'à Jeff Barry et Ellie Greenwich. D'après les dires de Morton, il l'aurait d'abord écrite pour la formation The Goodies (aussi connu sous le nom The Bunnies), mais finalement, c'est The Shangri-Las qui en hérita, en tant que suite à son tube Remember (Walking in the Sand).
Morton a prétendu qu'il avait accordé le titre de coproducteurs à Barry et Greenwich uniquement pour des raisons d'affaire ; cette version des faits a été remise en question par Ellie Greenwich.
En juillet 1964, Morton enregistra la chanson avec The Shangri-Las au studio Ultrasonic Sound, situé au deuxième étage d'un hôtel de Manhattan. Billy Joel, qui était alors à ses débuts de musicien, déclara avoir joué le piano dans "Leader of the Pack", mais Greenwich nia ces propos.
La légende raconte que, pour obtenir le bruit authentique d'un moteur, une motocyclette fut conduite à travers l'entrée de l'hôtel et jusqu'au deuxième étage, où le studio se trouvait. Personne ne fut arrêté pour cela, mais une contravention fut dressée. Cependant la chanteuse des Shangri-Las, Mary Weiss, déclara lors d'un interview quarante ans plus tard que le son de motocyclette provenait plutôt d'effets audio préenregistrés.
Au Royaume-Uni, on refusa de passer la chanson sur les ondes de la BBC, probablement puisqu'on y retrouvait le thème de la mort, même si certains crurent plutôt qu'on considérait que la chanson visait à encourager la violence entre les "mods et les rockers" (expression francophone équivalente???). La chanson atteignit tout de même quatre fois les sommets au Royaume-Uni, entre 1965 et 1976 et atteignit la 3e position en 1972 (alors que la BBC avait révoqué le bannissement de la chanson). Leader of the Pack obtint aussi la première position en Australie. En 1990, la chanson figura dans la bande sonore du film de Martin Scorsese, Les Affranchis.
En 2004, le magazine Rolling Stone assigna la 447e position à cette chanson parmi les 500 plus grandes chansons de tous les temps.

### Histoire
La chanson raconte une scène où une jeune fille du prénom de Betty est questionnée par ses amies, désireuses d'obtenir une confirmation au sujet de ses fréquentations avec Jimmy, le chef des motards (en anglais, The Leader of the Pack). Après leur avoir avoué son coup de foudre avec Jimmy (« I met him at the candy store/He turned around and smiled at me/You get the picture?/That's when I fell for the Leader of the Pack »), Betty finit par sombrer dans le désespoir lorsqu'elle raconte tristement la désapprobation de ses parents concernant cette relation : ceux-ci prétendent que Jimmy est né dans le mauvais quartier de la ville et qu'il risque d'avoir une mauvaise influence sur elle. Ils demandent donc à Betty de dire au revoir à Jimmy pour de bon et de se trouver un nouveau prétendant.
Betty obéit à ses parents et, Jimmy, découragé — et après avoir pris son courage à deux mains — enfourche sa motocyclette et file à vive allure. Quelques instants plus tard, il glisse sur une surface mouillée par la pluie et meurt dans l'accident ; les prières de Betty lui demandant de ralentir furent vaines. À la fin, Betty est laissée à elle-même avec son cœur brisé. Toutefois, elle fait vœu de ne jamais oublier sa rencontre avec Jimmy, le chef des motards.

## Reprises, hommages et parodies
- En 1965, une parodie, Leader of the Laundromat, écrite par Paul Vance et Lee Pockriss, fut publiée par The Detergents. Morton, Barry and Greenwich les poursuivirent pour plagiat.
- En 1965, The Downliners Sect en créèrent aussi une parodie dans leur album Sect Sing Sick Songs EP sous le nom de Leader Of The Sect.
- Toujours en 1965, la parodie I Want My Baby Back, créée par Jimmy Cross, parut[7]. En 1977, cette piste obtint le titre du "World's Worst Record" selon le poste de radio de DJ Kenny Everett.
- Encore en 1965, le chanteur français Frank Alamo reprend la chanson en français sous le titre Le chef de la bande.
- Dans son album The Divine Miss M, Bette Midler en fait une version où la première partie est jouée dans un tempo régulier, puis accélère dans le second couplet et finit avec un tempo si rapide qu'il en devient difficile de comprendre les paroles.
- Le vers d'ouverture de Leader of the Pack (Is she really going out with him ?) fut réutilisé en tant qu'ouverture de la chanson New Rose (1976) du groupe the Damned (chanson considérée par certains comme le premier enregistrement punk rock britannique) ainsi qu'en tant que titre pour le hit de Joe Jackson qui parut en 1979. Ce vers fut aussi paraphrasé dans la première ligne de la chanson I never loved Eva Braun du groupe The Boomtown Rats, où la question a été changée pour Are you really going out with Adolf?
- En 1984, un spectacle de Broadway, Leader of the Pack ouvrit ses portes, basant son scénario sur l'histoire racontée dans cette chanson.
- En 1985, la formation de hard rock Twisted Sister offrit à cette chanson un court retour à la vie en la reprenant sur leur album Come Out and Play et en publiant un vidéoclip pour la chanson. Cette version fut chantée du point de vue de Jimmy et c'est le personnage de Betty, cette fois, qui est mêlé à un accident automobile[8].
- En 2006, la chanson fut aussi utilisée dans le film Happy Feet, où elle est chantée par le personnage de Néstor.
- La chanson fut chantée par Hilary Duff à l'émission télévisée Mes plus belles années.
- Jim Steinman a déclaré à de nombreuses occasions que la chanson-titre du premier album de Meat Loaf, Bat out of Hell, avait été inspirée par Leader of the Pack.
- Le groupe Belle and Sebastian a déjà présenté cette chanson en spectacle.
- Alvin et les Chipmunks créa aussi une version de la chanson, mais changea le personnage de Jimmy pour Alvin. De plus, sur la pochette de l'album Chipmunk Rock, les Chipmunks adoptent la même position que les filles sur la couverture de l'album original.
- Le nom de cette chanson est un surnom que l'on donne parfois au quarterback des Packers de Green Bay.